# Purcaraccia
La Purcaraccia est un ruisseau de la commune de Quenza, sur le massif de Bavella et du bassin de Sari-Solenzara en Corse-du-Sud, et un affluent du fleuve côtier la Solenzara.

## Géographie
La longueur de son cours est de 5,6 km.
La source de ce ruisseau au sud-est de la Punta di u Fornellu (1 899 m), à l'altitude 1 708 m.
La confluence a lieu après des cascades, près des aiguilles d'Urnucciu, avec le ruisseau de la Vacca, le nom de la Solenzara dans les hauteurs.

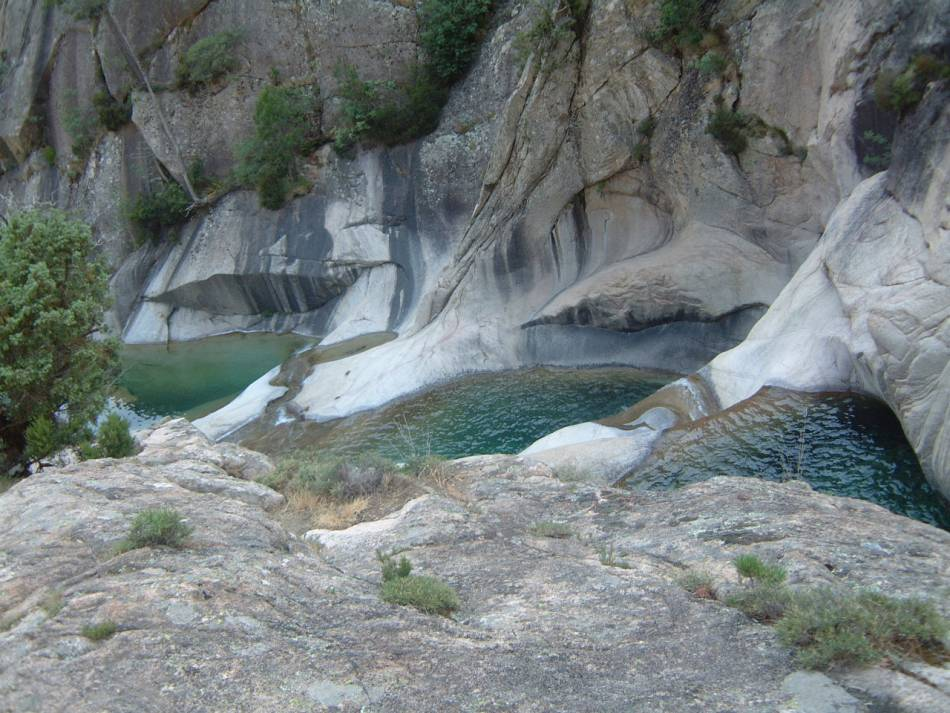
Les piscines de la Purcaraccia

Ce ruisseau célèbre par son site exceptionnel, alimente le fleuve Solenzara.

### Commune et canton traversés
Dans le seul département de la Corse-du-Sud, le ruisseau de Purcaraccia traverse une seule commune,, la commune de Quenza, dans l'ancien canton de Tallano-Scopamène, aujourd'hui dans le canton du Sartenais-Valinco, dans l'arrondissement de Sartène.
.

### Bassin versant
Le ruisseau de Purcaraccia traverse une seule zone hydrographique « Côtiers du Travo au Solensara inclus » (Y960) de 133 km2 de superficie.

### Organisme gestionnaire
L'organisme gestionnaire est le Comité de bassin de Corse, depuis la loi corse du 22 janvier 2002.

## Affluent
La Purcaraccia n'a pas d'affluent référencé.

### Rang de Strahler
Le rang de Strahler est de un. 

## Aménagements et écologie

### Accès au site
Le départ du sentier (à 750 m) se trouve au premier grand lacet après le col de Larone (Bocca di Larone). Les véhicules sont garés le long de la falaise et le sentier se trouve juste dans le virage. À part deux passages en aplomb très délicats (surtout pour les enfants), de nombreux touristes et "locaux" viennent pour le pique-nique au bord des eaux fraîches.
Le parcours total est à peu près de 3,2 km avec un dénivelé de 175 m. Il faut passer deux fois le cours de la rivière pour pouvoir progresser et ne pas s’éloigner de la rive. Pour ceux qui seraient un peu perdus, ne pas hésiter à se renseigner auprès des nombreux touristes et sympathiques adeptes du canyonisme qui arpentent le sentier. La descente du Purcaraccia en canyoning est devenue une course mythique.
Au milieu des roches de granit chauffées par le soleil, de nombreuses vasques ou piscines naturelles creusées dans la roche offrent un coin de détente et de baignade pour les plus courageux (l’eau avoisine les 14°), mais la limpidité des eaux vaut l’aventure.

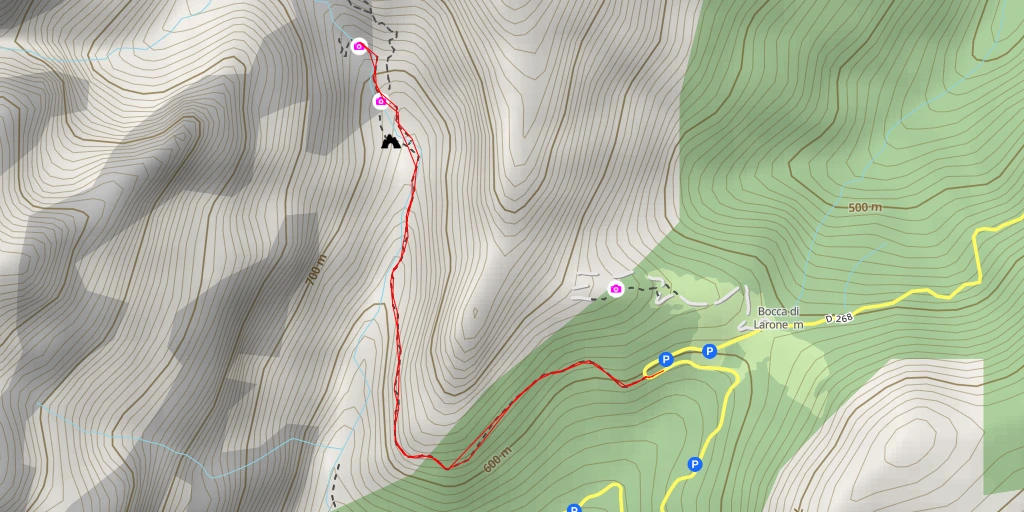
Itinéraire/carte de randonnée vers le ruisseau de Purcaraccia

## Galerie

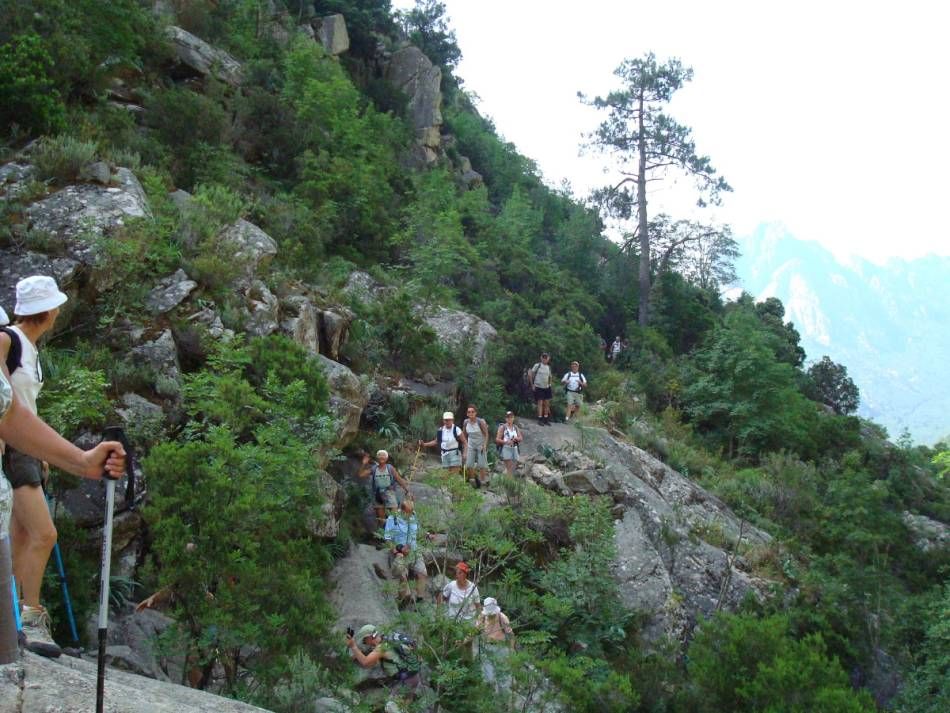
Un des aspects facile du sentier d’accès
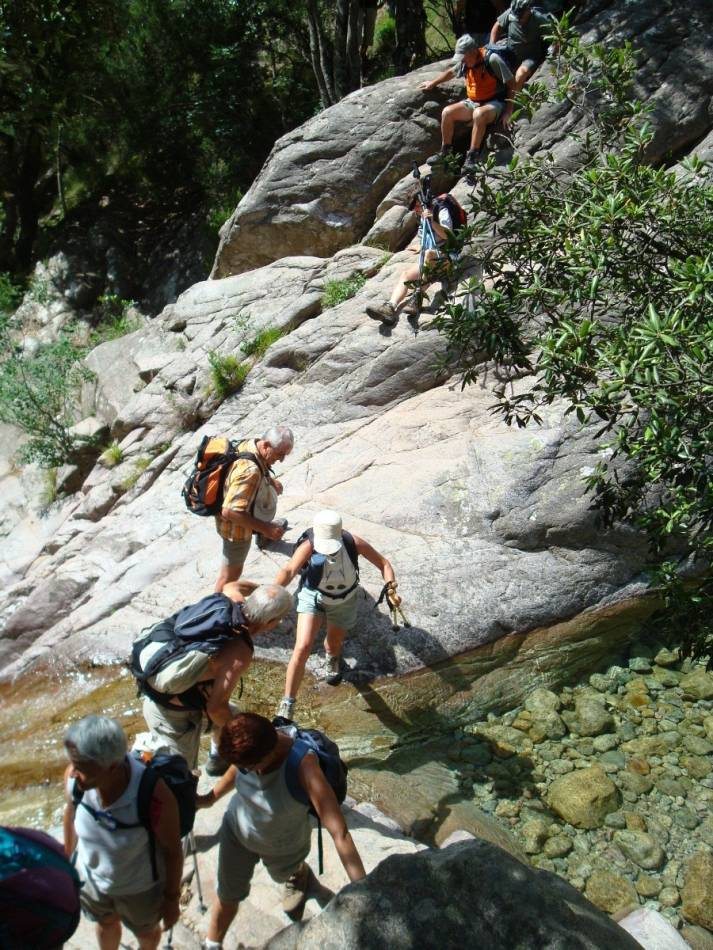
Une des traversée du ruisseau.